# فيليب كوش
فيليب كوش (8 فبراير 1991 في سويسرا - ) هو لاعب كرة قدم سويسري في مركز الدفاع. شارك مع منتخب سويسرا تحت 17 سنة لكرة القدم ومنتخب سويسرا تحت 19 سنة لكرة القدم ومنتخب سويسرا تحت 21 سنة لكرة القدم ومنتخب سويسرا لكرة القدم. أما مع النوادي، فقد لعب مع نادي زيورخ ونادي سانت غالن.

## وصلات خارجية
- فيليب كوش على موقع قاعدة بيانات كرة القدم.إي يو (الإنجليزية)
- فيليب كوش على موقع Soccerway.com (الإنجليزية)
- فيليب كوش على موقع عالم كرة القدم.نت (الإنجليزية)
- فيليب كوش على موقع AS.com (الإسبانية)